# Chkalov
Chkalov (en arménien Չկալով ) est une communauté rurale du marz de Lorri en Arménie. En 2008, elle compte 153 habitants.
Son nom est un hommage à l'aviateur soviétique Valeri Tchkalov.